# Batalha do Faubourg St Antoine
A Batalha do Faubourg Saint Antoine ocorreu em 2 de julho de 1652 durante a rebelião da Fronda na França. Seu nome é uma homenagem ao Faubourg Saint-Antoine, um bairro próximo à Bastilha, no leste de Paris, onde ocorreu a batalha.

## Detalhes
Durante o período da Segunda Fronda, entre 1650 e 1653, Luís, o Príncipe de Condé , controlava grande parte de Paris, tendo-se aliado ao Parlamento de Paris, que se rebelava abertamente contra a Coroa. O rei francês, Luís XIV, só recentemente atingira a maioridade (em 7 de setembro de 1651), e Condé ainda afirmava que a influência nefasta do cardeal Mazarin o tornava incapaz de governar.
Em 2 de julho de 1652, a batalha de Faubourg St Antoine ocorreu nos arredores da Bastilha. Condé havia saído de Paris para evitar o avanço das forças monarquistas sob o comando de Turenne. As forças de Condé ficaram presas contra as muralhas da cidade e a Porte St Antoine, que o Parlamento se recusou a abrir; ele estava sofrendo fogo cada vez mais pesado da artilharia realista e a situação parecia desoladora. Em um incidente famoso, La Grande Mademoiselle, filha de Gastão, Duque d'Orleães, convenceu seu pai a emitir uma ordem para as forças parisienses agirem, antes que ela entrasse na Bastilha e pessoalmente assegurasse que o comandante dirigisse o canhão da fortaleza contra o exército de Turenne, causando baixas significativas e permitindo a retirada segura do exército de Condé.
Mais tarde, em 1652, Condé foi finalmente forçado a entregar Paris às forças monarquistas em outubro, efetivamente trazendo a Fronda parisiense ao fim: a Bastilha voltou ao controle real. A Fronda nas províncias, especialmente em torno de Bordéus, no entanto, continuou durante o verão de 1653, também com o envolvimento da frota espanhola na Batalha de Bordéus.